# Refuse Derived Fuel

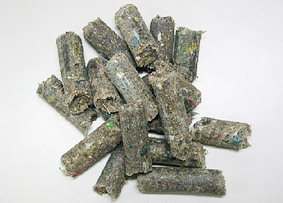
RDF in Pelletform

Refuse Derived Fuel (oder kurz: RDF) stellt die heizwertreiche Abfallfraktion dar und zählt zu den Ersatzbrennstoffen. Der Begriff RDF ist rechtlich nicht definiert.
RDF ist das Produkt der Aufbereitung von Siedlungsabfällen, um den nicht brennbaren vom brennbaren Teil zu trennen, und die Aufbereitung des brennbaren Teils in eine Form, die in einem vorhandenen oder neuen Kessel effektiv verbrannt werden kann.
Es handelt sich um eine feste und mit gröberer Korngröße versehene Fraktion, die direkt zum Ersatzbrennstoff erklärt werden kann und zeichnet sich durch eine im Vergleich zu den Sekundärbrennstoffen geringere Aufbereitungstiefe aus. Aufbereitungsschritte sind die Störstoffauslese, die Grobklassierung, die Siebzerkleinerung, die Eisen-Magnetabscheidung sowie die Windsichtung.
Heizwertreiche Fraktionen werden vor allem in Industrie- und Monokraftwerken eingesetzt.

## Begriffserklärung und -abgrenzung
Nach Definition der Gütegemeinschaft für Sekundärbrennstoffe und Recyclingholz e. V. sind Ersatzbrennstoffe in Sekundärbrennstoffe und heizwertreiche Fraktionen zu differenzieren. RDF ist die internationale Bezeichnung für Abfallfraktionen mit hohem Heizwert, die in mechanisch-biologischen Aufbereitungsanlagen oder auch Gewerbesortieranlagen aus Abfallgemischen wie zum Beispiel Siedlungs- und (hausmüllähnlichem) Gewerbeabfall gewonnen werden.
Der Begriff RDF wird insbesondere im englischsprachigen Raum für die energiereiche Fraktion kommunaler Abfälle verwendet, er kann aber auch allgemein für alle Abfälle, die als Brennstoffe gehandelt und verwendet werden, stehen. Es liegt keine rechtlich verbindliche Definition für RDF vor, und die Bedeutung des Begriffs variiert je nach Staat. Als deutscher Begriff für RDF gilt der bereits veraltete Ausdruck „Brennstoff aus Müll (BRAM)“. Die heute geläufigere Bezeichnung „Ersatzbrennstoffe“ ist generell weiter gefasst als RDF.
Die Begriffe Secondary fuels oder Substitute Fuels (deutsch: Sekundärbrennstoffe) werden eher im Zusammenhang mit industriellen Abfallfraktionen wie Reifen oder Lösemittel, die zu Brennstoffen mit konstanten Qualitäten aufbereitet werden, gebraucht.

## Aufbereitungsintensität
Der Aufbereitungsgrad ist im Vergleich zu den Sekundärbrennstoffen geringer. Es handelt sich um eine feste und mit gröberer Korngröße versehene Fraktion, die direkt zum Ersatzbrennstoff erklärt werden kann. Zum Erhalt eines Sekundärbrennstoffes müsste ein tiefergehender Verarbeitungsprozess erfolgen.

## Verwertung und Abnehmer
Heizwertreiche Fraktionen werden vor allem in Industrie- und Monokraftwerken eingesetzt. Diese verfügen zwar über eine moderne, aber dennoch robuste Verbrennungstechnologie, weshalb an den Aufbereitungsgrad des Ersatzbrennstoffes geringere Anforderungen gestellt werden können.
RDF kann direkt verbrannt oder zur Herstellung von Sekundärbrennstoff weiterverarbeitet werden. Die Nutzung erfolgt dann generell in Mitverbrennungsanlagen oder auch speziellen Ersatzbrennstoffkraftwerken. Zur Einhaltung der behördlichen Auflagen (17. BImSchV) wird besonders auf die Eintragsqualitäten bzgl. Schwermetall- und Chlorkonzentration des Brennstoffes geachtet.
RDF werden innerhalb der EU vor allem in Staaten mit einem hohen Standard im Bereich Abfalltrennung und -recycling wie in Österreich, Deutschland und Niederlande verwendet.

## Aufbereitungsverfahren
Eine Vorsortierung des Abfallgemisches erfolgt über die Störstoffauslese. Daraufhin wird der Abfall durch Grobzerkleinerung und Siebklassierung homogenisiert. Schließlich wird eine Eisen-Magnetabscheidung durchgeführt und zur Abtrennung der hochkalorischen Fraktionen wie Kunststoffen und Papier, also flächiger und flugfähiger Leichtstoffe, der Windsichter eingesetzt.